# Apollo Computer

Logo Apollo Computer

Apollo Computer – amerykańskie przedsiębiorstwo komputerowe założone w 1980 r., producent stacji roboczych, używanych szczególnie przez osoby zajmujące się projektowaniem w systemach CAD.
Apollo był w latach 80. największym producentem sieciowych stacji roboczych, które pracowały pod kontrolą systemu operacyjnego Aegis (zgodny z POSIX-em fronton Uniksa) i wyróżniały się elegancką architekturą sieciową. Największymi klientami przedsiębiorstwa były Mentor Graphics (projektowanie elektroniczne), General Motors, Ford, Chrysler i Boeing (projektowanie mechaniczne). W 1989 r. Apollo został nabyty przez przedsiębiorstwo Hewlett-Packard, zaś w latach 1990–1997 jego działalność została sukcesywnie wygaszona.